# Wild Child (Enya-sang)
"Wild Child" er en sang af den irske musiker Enya. Den blev udgivet d. 4. december 2001 som den anden og sidste single fra hendes femte studiealbum A Day Without Rain (2000).

## Spor
| - Promo CD 1 1. "Wild Child" – 3:47 - Promo CD 2 1. "Wild Child" (edit) – 3:30 - JPN Promo CD-R 1. "Wild Child" – 3:47 2. "Flora's Secret" – 4:07 | - Cassette 1. "Wild Child" (edit) – 3:33 2. "Isobella" – 4:27 - Maxi single / Digital Download 1. "Wild Child" (radio edit) – 3:33 2. "Midnight Blue" – 2:04 3. "Song of the Sandman (Lullaby)" – 3:40 |

## Hitlister
| Hitliste (2001)                                  | Højeste placering |
| ------------------------------------------------ | ----------------- |
| Canada Radio (Nielsen BDS)                       | 52                |
| Canada AC (Nielsen BDS)                          | 13                |
| Poland (Polish Airplay Charts)                   | 10                |
| Storbritannien Singles (Official Charts Company) | 72                |
| USA Adult Contemporary (Billboard)               | 12                |